# Ваттенберг
Ваттенберг (нім. Wattenberg) —  громада округу Інсбрук-Ланд у землі Тіроль, Австрія.
Ваттенберг лежить на висоті  1050 м над рівнем моря і займає площу  67,71 км². Громада налічує 715 мешканців. 
Густота населення 11/км².  
Громада Ваттенберг складається з розсіяних хуторів. На її території знаходиться військовий полігон. На території громади є один із найбільших у Тіролі кедрових лісів. 
|                                     |
| Ваттенберг на мапі округу та землі. |

 Адреса управління громади: Wattenberg 23a, 6113 Wattenberg. 

## Демографія
Історична динаміка населення міста за даними сайту Statistik Austria

## Галерея

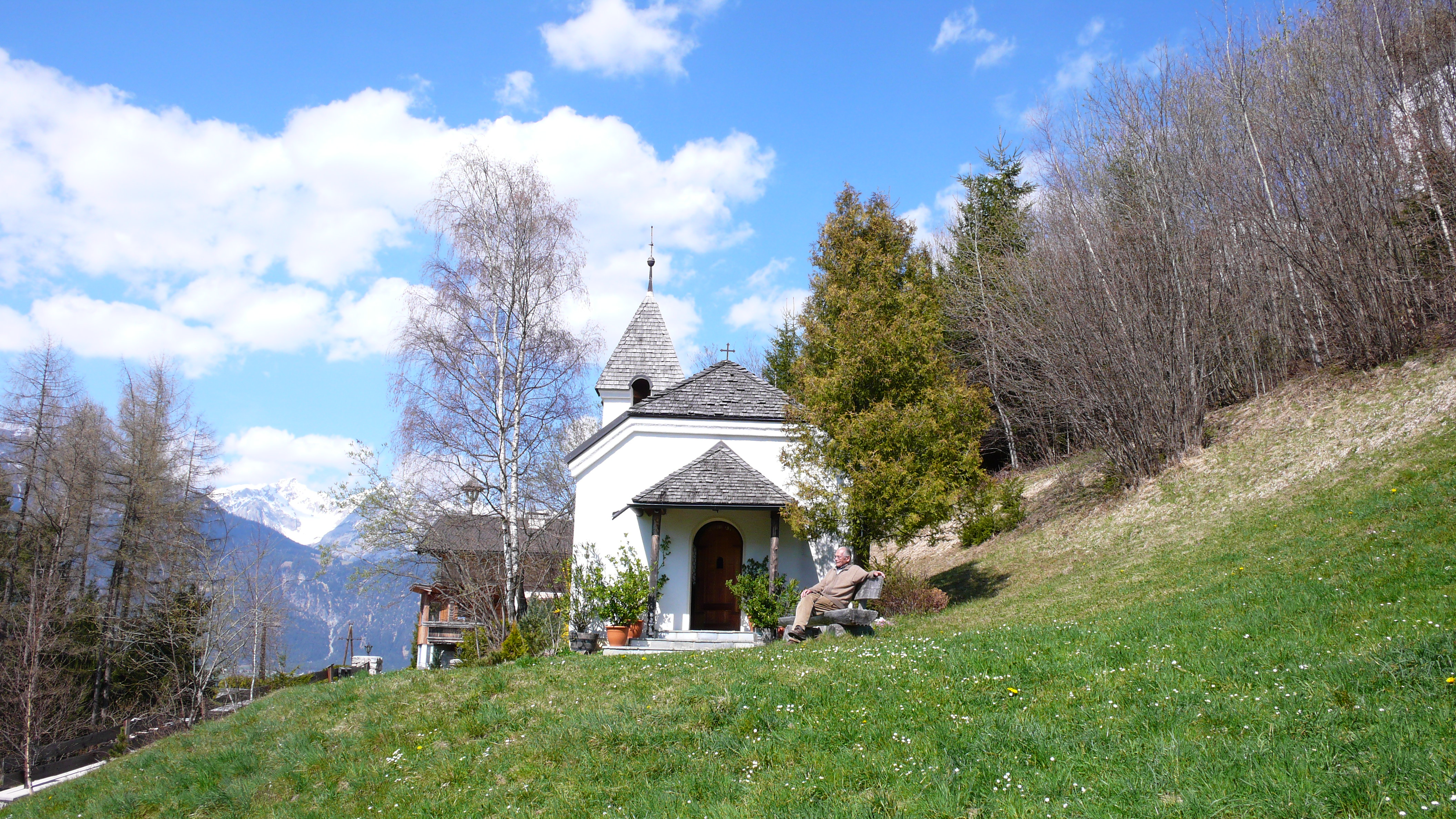
Капличка
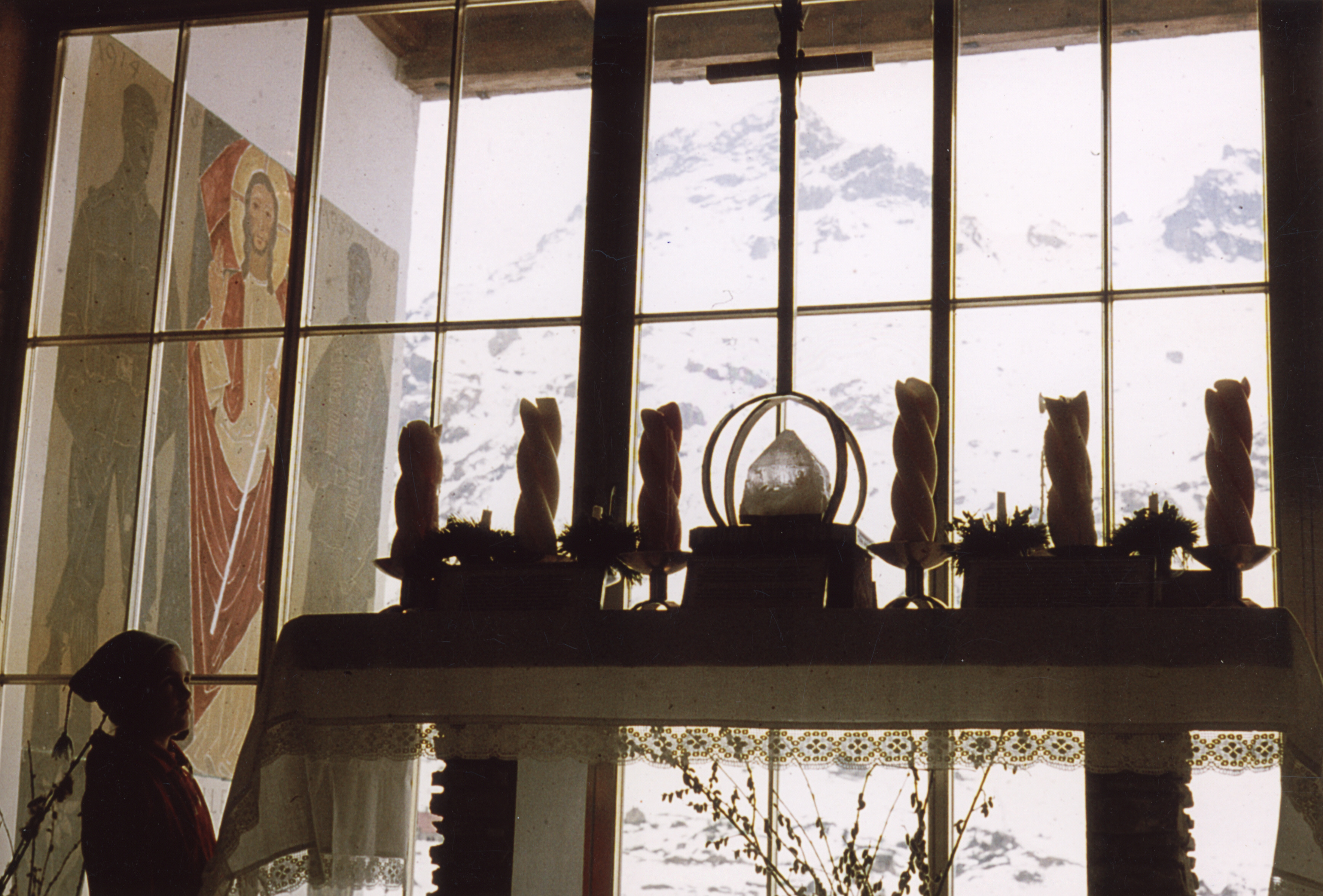
Всередині каплички
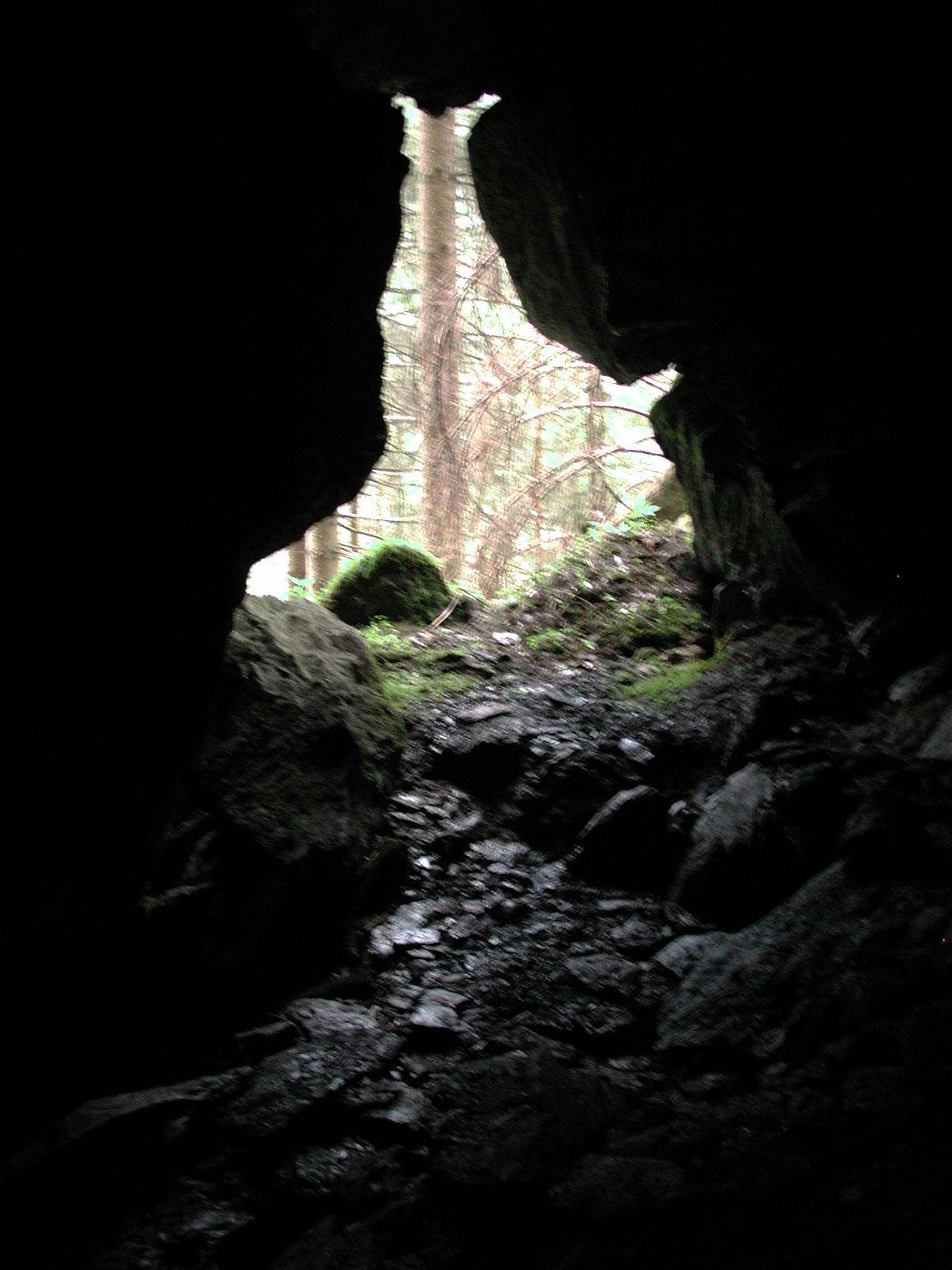
Давня копальня залізної руди
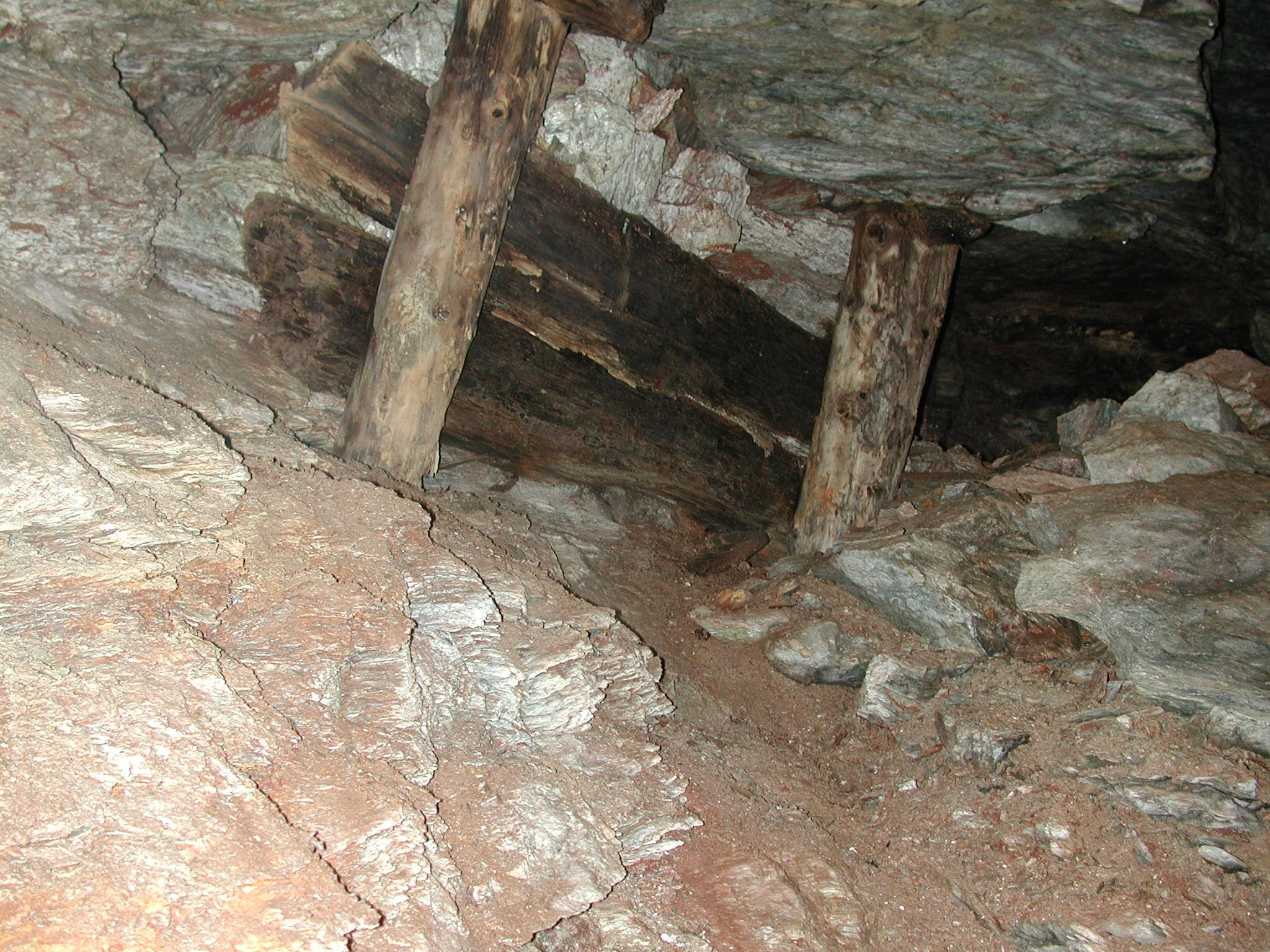
Давня копальня залізної руди

## Виноски
1. ↑  Dauersiedlungsraum der Gemeinden Politischen Bezirke und Bundesländer - Gebietsstand 1.1.2018 — Статистичне управління Австрії.
2. ↑  Einwohnerzahl 1.1.2018 nach Gemeinden mit Status, Gebietsstand 1.1.2018 — Статистичне управління Австрії.
3. ↑  www.wattenberg.tirol.gv.at. Архів оригіналу за 11 квітня 2022. Процитовано 3 червня 2022.
4. ↑  Gemeindedaten von Wattenberg. Архів оригіналу за 8 січня 2016. Процитовано 16 липня 2013.

| Австрія | Це незавершена стаття з географії Австрії. Ви можете допомогти проєкту, виправивши або дописавши її. |